# Kardinaal de Richelieu

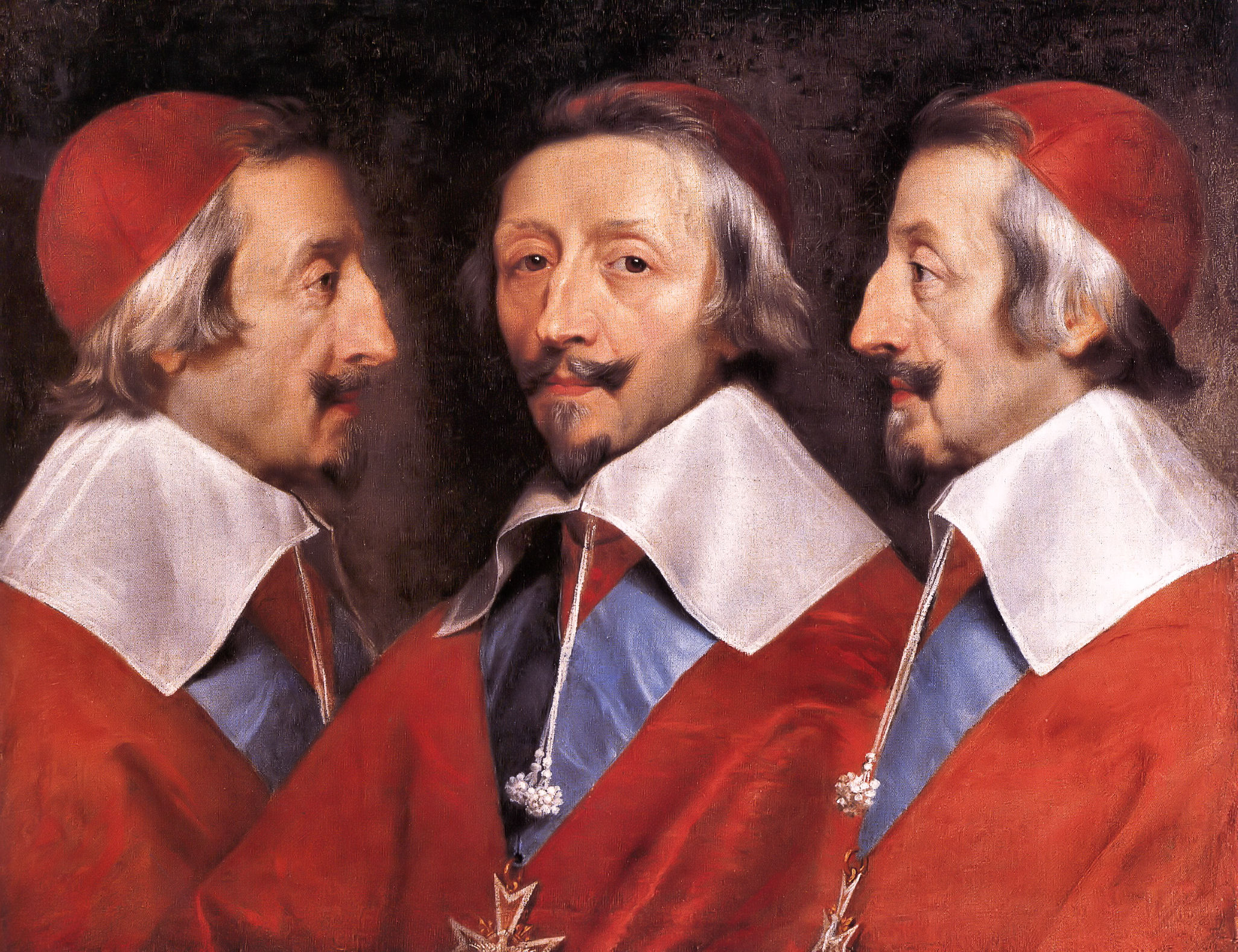
Triple portret van De Richelieu
(ca. 1642), Philippe de Champaigne, National Gallery

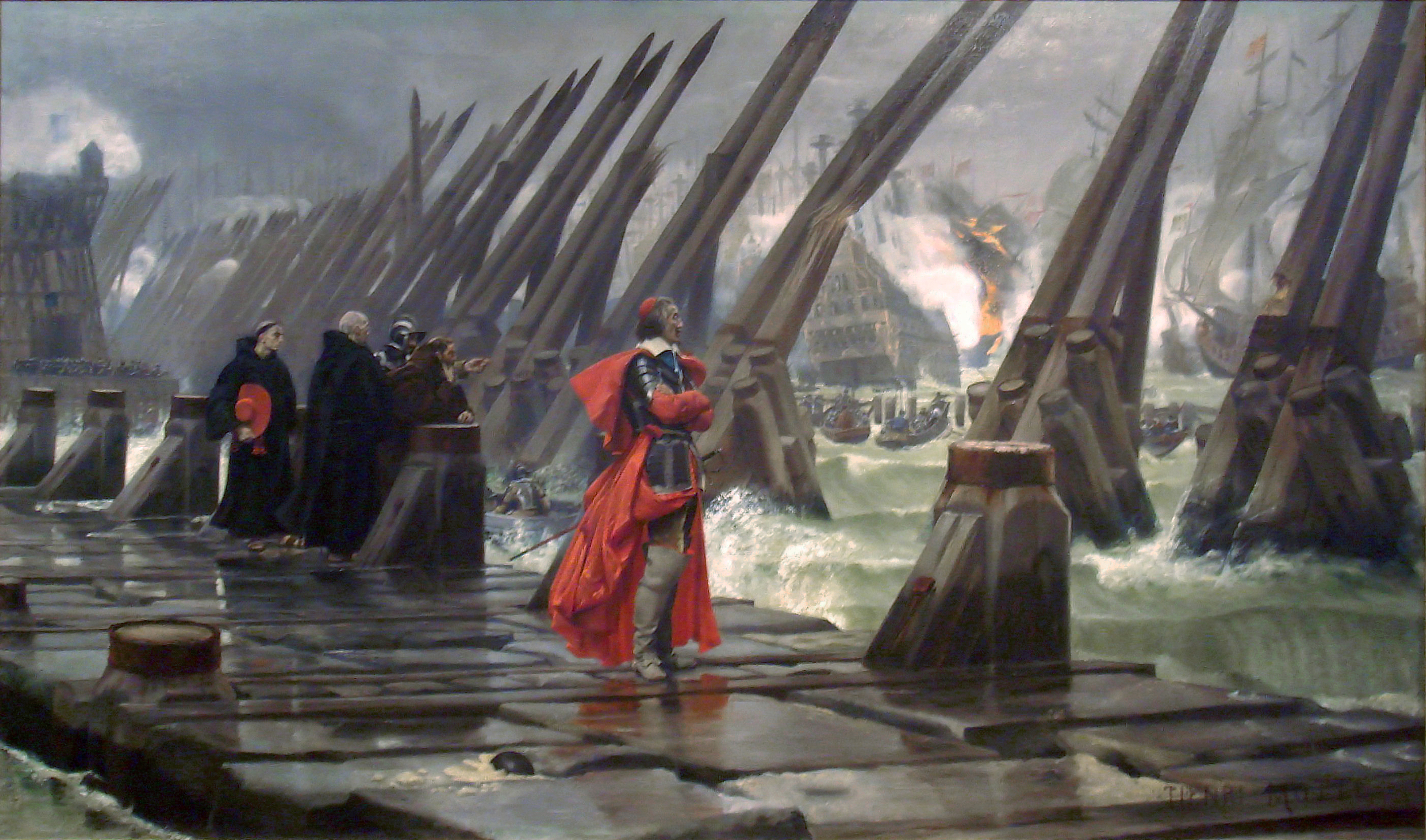
Kardinaal de Richelieu bij het beleg van La Rochelle
Romantische weergave (1881), Henri-Paul Motte, Musée d'Orbigny Bernon

Wapen van kardinaal de Richelieu met o.a. het wapen van het huis Richelieu, de kardinaalshoed, de azuurblauwe wapenmantel van de pairs van Frankrijk en de versierselen van de Orde van de Heilige Geest

Armand Jean du Plessis, Cardinal-Duc de Richelieu et de Fronsac (Parijs, 9 september 1585 – aldaar, 4 december 1642) was een Franse geestelijke, edelman en staatsman.
Hij werd gewijd tot bisschop in 1608 en hij ging later de politiek in, waar hij in 1616 staatssecretaris werd. Richelieu steeg snel in aanzien, in zowel de Katholieke Kerk als in de Franse regering, want hij werd kardinaal in 1622, en de eerste minister van koning Lodewijk XIII in 1624. Hij werd opgevolgd door kardinaal Jules  Mazarin, wiens carrière hij heeft gestimuleerd.
Kardinaal De Richelieu werd bekend als 'eerste minister' van de koning. Als gevolg daarvan wordt hij beschouwd als 's werelds eerste premier, in de moderne zin van het woord. Hij wilde de koninklijke macht versterken en binnenlandse facties vernietigen. Door het afremmen van de macht van de adel transformeerde hij Frankrijk tot een sterke, gecentraliseerde staat. Zijn belangrijkste buitenlandse politieke doelen waren de macht van het Oostenrijks-Spaanse huis Habsburg te beteugelen en Franse veiligheidsbelangen te behartigen in de Dertigjarige Oorlog. Hoewel hij een kardinaal was, aarzelde hij niet om allianties aan te gaan met protestantse heersers om zijn doelen te bereiken. Zijn ambtstermijn werd gekenmerkt door de Dertigjarige Oorlog die Europa overspoelde.
Richelieu werd ook beroemd vanwege zijn bescherming van de kunsten; vooral dan omdat hij de Académie française oprichtte, een wetenschappelijk genootschap op het gebied van de Franse taal. Richelieu is bekend onder de bijnaam l'Éminence rouge (de Rode Eminentie), vanwege de rode tint van een klerikaal kleed van een kardinaal en de aanspreekvorm 'eminentie' voor een kardinaal.
Als een voorstander van Samuel de Champlain en het behouden van de Noord-Amerikaanse stad Quebec, richtte hij de Compagnie des Cent-Associés op en zag de terugkeer van Quebec naar Franse heerschappij onder Champlain door het Verdrag van Saint-Germain-en-Laye, nadat de vestiging werd veroverd door de Kirkes in 1629. Dit stond de kolonie uiteindelijk toe zich te ontwikkelen tot het hart van de Franstalige cultuur in Noord-Amerika.
Hij is een van de hoofdpersonen in het boek De drie musketiers van Alexandre Dumas père en in de daaropvolgende verfilmingen. Hij wordt daarin afgeschilderd als een belangrijke antagonist en een machtige heerser, zelfs machtiger dan de koning, maar gebeurtenissen zoals de Journée des dupes laten zien dat zijn macht in feite zeer afhankelijk was van het vertrouwen dat de koning in hem stelde.

## Jeugd
Richelieu werd als Armand Jean du Plessis geboren in de adellijke familie du Plessis. Zijn vader, François du Plessis, seigneur de Richelieu, kreeg in 1578 van Hendrik III van Frankrijk het bevel over de maréchaussée, een voorloper van de politie en belast met het handhaven van orde en recht betreffende ernstige misdrijven aan het hof en in het hele koninkrijk. Hij was de eerste van de zogenaamde "juges bottés" (gelaarsde rechters). Daardoor was het in 1588 zijn taak om na de moord op de gebroeders de Guise hun lichamen op een brandstapel te verbranden en hun as in de Loire te verstrooien, teneinde de schijn van wettelijkheid te redden. Hij werd kapitein in de koninklijke wacht van Hendrik IV, maar overleed toen de latere kardinaal pas vijf jaar oud was. Ook zijn moeder, Suzanne de la Porte de Vezins, was van adel. Zijn oudere broer Alphonse-Louis (1582-1653) werd eveneens kardinaal en aartsbisschop van Aix-en-Provence en later van Lyon. Hij had nog een broer, Henri (1580-1617), en twee zusters.
Aanvankelijk volgde Armand-Jean onderwijs op het Collège de Navarre, vanaf zijn negende jaar; later onderging hij een militaire opleiding tot officier. Zijn broer Alphonse was de beoogde bisschop van Luçon, de profijtelijke vaste bisschopszetel van de familie. Maar Alphonse werd kartuizer en kon als kloosterling geen bisschop worden. Daarom moest Armand zich voorbereiden op een kerkelijke loopbaan en ging hij studeren aan het Collège de Lisieux waar hij kandidaat in de theologie werd. Omdat hij altijd zwak en ziekelijk was geweest en hij graag studeerde, vond hij het niet erg om zijn militaire loopbaan in te ruilen voor een klerikale.
Op 21-jarige leeftijd werd hij tot bisschop van Luçon benoemd. Hij bleef in deze functie tot 1624 en werd in 1622 benoemd tot kardinaal. Richelieu toonde zich een ijverig en gewetensvol bestuurder en schreef tevens enkele belangrijke werken van pastoraal-theologische aard. Op het vlak van de godsdienstige polemiek streefde hij, in de lijn van de jezuïeten, naar een vreedzame discussie met de protestantsgezinden, op grondslag van de Bijbel en de kerkvaders.

## Politiek
In 1614 werd hij afgevaardigde in de Franse Staten-Generaal en wist in de gunst te komen van de koningin-moeder, regentes Maria de' Medici, die hem in 1616 benoemde tot minister van Oorlog en Buitenlandse Zaken en grootaalmoezenier. Toen de jonge koning Lodewijk XIII zelf het roer in handen nam, wist Richelieu in 1620 de vrede tussen Lodewijk en diens moeder te herstellen, wat hem erkentelijkheid in het hele land opleverde en sedertdien nam zijn invloed aan het hof voortdurend toe. Na de dood van Charles de Luynes in 1621 werd hij in 1624 op voorspraak van koningin Maria eerste minister. Van dit ogenblik af werd het zijn doel het koninklijke gezag geheel te bevrijden van alle beïnvloeding door familieleden en vazallen. Het was het begin van "un grand règne sans un grand roi". Richelieu had de feitelijke macht overgenomen.
In zijn "Testament Politique" (dat overigens pas voor het eerst in 1688 verscheen) vatte hij zijn doeleinden voor de koning samen: "De partij van de hugenoten ruïneren, de trots van de groten [de adel] naar beneden halen, alle onderdanen terugbrengen naar hun plichten en de naam van de koning in het buitenland op het niveau brengen waar deze hoort". Volgens Jörg Wollenberg werd hij gedreven door zijn katholieke geloof en zag hij zichzelf volledig als een instrument van God, dat in Europa vrede en orde tot stand moest brengen; vrede en orde, die gegarandeerd moesten worden door Frankrijk.
Op het vlak van de buitenlandse betrekkingen wist hij de koning ervan te overtuigen de anti-Habsburgse politiek van zijn vader Hendrik IV weer op te nemen. Dat streven was zuiver rationeel bepaald door het staatsbelang: Frankrijk had al ruim een eeuw te maken met een als bedreigend ervaren omsingeling door de Duitse en Spaanse Habsburgers. Dat de Habsburgers op hun manier altijd het katholieke geloof hadden verdedigd, was niet doorslaggevend voor Richelieu. Hij sloot bondgenootschappen met Karel I van Engeland en met andere protestantse staten zoals de Republiek der Zeven Verenigde Nederlanden, Denemarken en Zweden. Ook in de binnenlandse verhoudingen ging hij pragmatisch te werk. Als hij de hugenoten bestreed, was dat alleen omdat dezen een staat in de staat dreigden te vormen, een gevaar dat hij wilde uitschakelen.
Toen de hugenoten in opstand kwamen, liet hij zijn relatief tolerante politiek varen. Hij leidde persoonlijk het Beleg van La Rochelle (1627-1628) en beperkte drastisch de politieke voorrechten van de protestanten, zoals die hun bij het Edict van Nantes in 1598 waren toegekend.
Intussen had Richelieu ook af te rekenen met een samenzwering van prinsen van den bloede: onder meer Hendrik van Condé, prins Gaston van Orléans (broer van de koning) en hun volgelingen. Hij liet Alexander du Puy gevangennemen. De koningin-moeder steunde deze klerikale adelspartij en trachtte haar invloed op Lodewijk XIII te herwinnen, hetgeen in de journée des Dupes (11 november 1631) mislukte. Maria de' Medici moest in ballingschap gaan, maar prins Gaston bleef complotteren. Richelieu beschikte over uiterst geraffineerde inlichtingen- en veiligheidsdiensten en over een privémilitie van lijfwachten. Teneinde de macht van de regering te versterken ten koste van de adel, hervormde Richelieu het Franse bestuur.
De reeds sinds 1618 woedende Dertigjarige Oorlog, waarin de Habsburgers om behoud van hun macht vochten, verliep voor de Fransen niet naar wens. Na de Slag bij Nördlingen (1634), waarbij de Duitse keizer Ferdinand II een overwinning boekte op de steeds in het geheim door de Fransen gesubsidieerde Zweden, sloten de Zweden een afzonderlijke vrede door middel van het Verdrag van Praag (1635). Daarop besloot Richelieu rechtstreeks in te grijpen. In 1635 brak er openlijke oorlog uit met Spanje, dat ook bij deze oorlog betrokken was; in 1636 ook met de Duitse keizer. Aanvankelijk hadden de Fransen wisselend succes; ze waren aan de winnende hand toen Richelieu in 1642 ernstig ziek werd en op 57-jarige leeftijd overleed.

## Historische betekenis
Richelieu heeft ongetwijfeld de absolute monarchie van Lodewijk XIV voorbereid, alsmede het langdurige politieke, militaire en culturele overwicht van Frankrijk over West- en Midden-Europa. In 1635 heeft hij de Académie française een officiële status verleend.

### De rode en de grijze eminentie
Verwijzend naar zijn rode cappa magna luidde Richelieus bijnaam l' éminence rouge ('de rode eminentie'). De kapucijn Père Joseph (François Leclerc du Tremblay, 1577-1638) was een belangrijke vertrouweling van Richelieu. Zijn politieke invloed was daardoor groot, maar voor niet-ingewijden onzichtbaar. Vanwege zijn grijze kapucijnengewaad werd Père Joseph aangeduid met de nog steeds gevleugelde term voor invloedrijke figuren op de achtergrond: l' éminence grise ('de grijze eminentie').

## Gebruik van propaganda
Kardinaal de Richelieu was een van de eersten die de media gebruikte om de vorstelijke politiek in binnen- en buitenland te verdedigen. In samenwerking met Théophraste Renaudot – een arts die hij op jonge leeftijd had leren kennen – richtte hij in 1631 met goedkeuring van de koning de Gazette op. Het was een krant die in de eerste jaren vier tot twaalf pagina's telde en wekelijks verscheen in een oplage van ongeveer 3.000 exemplaren. Renaudot werkte voor de verspreiding van de krant samen met uitgevers in Rouen, Lyon, Bordeaux en Tours. Deze publicatie zou tot in de 20ste eeuw worden uitgegeven.

## Enkele van zijn werken
- Testament politique (1688; uitgegeven door L. André, 1946)
- Lettres, instructions diplomatiques et papiers d'État (uitgegeven door D'Avenel, 1853-1877)
- Maximes d'État (uitgegeven door G. Hanotaux, 1880)
- Mémoires (uitgegeven door H. de Beaucaire, 1908 vv.): over de authenticiteit van dit werk bestaat onzekerheid; mogelijk zijn de Mémoires niet door hem geschreven, maar wel onder zijn toezicht opgesteld en door hem nagelezen.

## Rol in fictie
In het boek De drie musketiers van Alexandre Dumas père speelt de kardinaal de rol van antagonist. Dat is minder het geval in het originele boek, dan in de vele verfilmingen. In het boek werkt de kardinaal de protagonisten weliswaar tegen, maar Alexandre Dumas père maakt meerdere malen duidelijk dat de kardinaal wel degelijk het beste met Frankrijk voor heeft.
Dumas schreef een tweede boek getiteld Le Comte de Moret; Le Sphinx Rouge, waarin de kardinaal een positieve rol heeft, om duidelijk te maken dat het niet zijn bedoeling is hem te demoniseren. De verfilmingen van De drie musketiers benadrukken de slechte kanten van Richelieu, en zetten hem neer als een kwaadaardige intrigant die de koning ten val wil brengen om zelf de macht te grijpen.

## Trivia
- Volgens Emile Colombey zou Richelieu de courtisane Ninon de Lenclos eens 50.000 écu hebben aangeboden via een tussenpersoon, waarschijnlijk Marion Delorme. De Lenclos zou het aanbod echter hebben afgewezen.[2]